# パシフィック・リム (映画)
『パシフィック・リム』（原題/英題：Pacific Rim) は、2013年のアメリカ製SF怪獣映画。監督はギレルモ・デル・トロ、出演はチャーリー・ハナムと菊地凛子など。
2018年には10年後を舞台にした続編『パシフィック・リム: アップライジング』が公開された。

## 概要
太平洋の海底から次々と現れる巨大怪獣に、兵士2名がペアとなって操縦する巨大ロボットで立ち向かう姿を描く。タイトルのパシフィック・リムとは環太平洋地域のことであり、これらの地域に該当する国の人々が協力して世界的脅威に立ち向かう。
英語の作品であるが、作中に登場する怪獣は「カイジュー」と呼ばれ、"KAIJU" と記されて、それが日本語に由来することも上映開始後41秒からの8秒間で黒い画面に文字で表示され、英訳として "Giant Beast" とも表される。また、イェーガーは "JAEGER" と記され、ドイツ語に由来することと、英訳すれば "Hunter" であることも表示される。ラストには「この映画をモンスターマスター、レイ・ハリーハウゼンと本多猪四郎に捧ぐ」と献辞が表示される。デル・トロは、「日本の怪獣モノの単なるパスティーシュやオマージュではなく、新しいことができると感じた」と語ったうえで、「日本の漫画、ロボット、怪獣映画の伝統を尊重している」とも答えている。また、今作は「巨大怪物への美しい詩である」と語っている。

## ストーリー
2013年8月、太平洋グアム沖の深海に異世界と繋がる割れ目「裂け目」が生じ、そこから現れた怪獣アックスヘッドがサンフランシスコを襲撃。米国は陸海空軍の6日間に亘る総攻撃によってこれを駆逐することに成功するが、その後も別の怪獣が次々と出現し、太平洋沿岸都市を襲うようになったため、沿岸諸国は「環太平洋防衛軍（PPDC）」を設立し、怪獣迎撃用の巨人兵器イェーガーを建造して立ち向かった。イェーガーの活躍によって人類は一時的に優位に立ったが、怪獣の出現ペースは少しずつ早まっていき、再び人類は劣勢に追いやられていった。
2020年2月、米国アンカレッジを怪獣ナイフヘッドが襲撃。イェーガーのパイロットであるローリー・ベケットは、同じくパイロットの兄ヤンシー・ベケットとともにイェーガー「ジプシー・デンジャー」に乗ってこれを迎撃するが、戦闘で機体が大破しヤンシーは戦死する。ローリーは兄の死によるショックと脳への負担に耐え、単独でイェーガーを操縦してナイフヘッドを撃破することに成功する。
2024年、怪獣襲来の急激な増加とカテゴリーの上昇によって敗北が続く上イェーガーの生産・供給が追いつかないことや莫大なコストを問題視した世界各国の政府首脳陣はイェーガー計画を中断することをPPDCの司令官スタッカー・ペントコストに告げる。それと同時に、世界各国の沿岸部に巨大な「命の壁」こと対怪獣防護壁を建造する「命の壁計画」によって、徹底した防御策に出ることを決定した。しかし、一時は効果を見せていた対怪獣防護壁も徐々に効力を失っていき、人類は滅亡の危機に瀕していた。
そんななか、ナイフヘッドとの戦闘以来パイロットを引退して対怪獣防護壁の建造に携わっていたローリーの元にペントコストが現れ、パイロットとして裂け目を破壊する計画に参加するよう求める。ローリーはペントコストとともに香港の PPDCの基地（シャッタードーム）へ向かい、破棄されていたはずのかつての乗機ジプシー・デンジャーと、そして、機体の修復やパイロットの選定を担当する研究者・森マコに出逢う。マコは研究者でありながら戦闘能力も高く、イェーガーの搭乗者に選ばれてもおかしくない実力者であったが、過去のトラウマを知るペントコストから搭乗を止められていた。訓練を通してマコの高い実力を認めたローリーは、彼女とペアを組みたいとペントコストに進言。それを受け、実験的にローリーとマコをペアとして操縦テストが行われた。しかし、マコの不慣れもあって危うく事故を起こしかけてしまい、ペントコストはローリーのパートナーを別の人間にすることを決める。
2025年1月、初の2体同時出現にして過去最大級であるカテゴリー4の怪獣オオタチとレザーバックが香港を襲撃する。ペントコストは、残存する4機のイェーガーのうち、チェルノ・アルファ、クリムゾン・タイフーン、ストライカー・エウレカの3機を出撃させるが、チェルノ・アルファとクリムゾン・タイフーンが破壊され、ストライカー・エウレカもレザーバックの電磁衝撃波によって機能停止に陥ったうえ、パイロットの1人であるハーク・ハンセンが腕を骨折する怪我を負ってしまう。待機を命じられていたローリーとマコはペントコストの反対を押し切り、動力源が原子炉(日本語訳ではアナログ回路)のため電磁衝撃波の影響を受けないジプシー・デンジャーで出撃。ペアを組んで以来初の実戦ながら、怪獣を2体とも撃破することに成功する。
しかし喜ぶ間もなく裂け目付近に2体のカテゴリー4の怪獣ライジュウとスカナーが出現。ペントコストは戦闘可能な2体のイェーガーで裂け目の破壊作戦を実行することを決断し、負傷したハークの代わりに自らがストライカー・エウレカに乗り込み、ハークの息子チャック・ハンセンとのペアで出撃する。2機が海底の割れ目に到着すると、さらに巨大な初のカテゴリー5となる怪獣スラターンも出現。また、調査の結果、裂け目を通り抜けることができるのは怪獣のみで機械や兵器などは不通であることが判明した。ジプシー・デンジャーは右腕と右脚を損壊したものの、ライジュウの撃破に成功。一方のストライカー・エウレカはスラターンの攻撃によって深刻なダメージを負ったため、ジプシー・デンジャーの道を切り拓くべく裂け目の破壊用に搭載していた核爆弾を起動し、残る怪獣2体を巻き添えに自爆する。
怪獣スラターンは自爆攻撃にも耐えて再び襲いかかるが、ジプシー・デンジャーはそれを倒し、その死骸を利用して裂け目へと入り込む。ブリッジを破壊するための核爆弾はストライカー・エウレカが使ってしまっていたため、ローリーたちはジプシー・デンジャーの動力源である原子炉を爆発させることにした。ローリーは酸欠状態のマコを先に脱出させ、遠隔操作による爆破の準備をして自身も脱出を試みた。しかし、機体の破損により、手動で起爆しなければならなくなっており、手動で起爆スイッチを入れたローリーは間一髪脱出ポッドに乗り込み脱出した。裂け目は計画どおり破壊され、先に海上へと浮上していたマコや PPDCの総員が見守るなか、ローリーも無事帰還することができた。

## 登場人物
日本語名は必ずしも英語名の対訳名ではなく、あくまで各言語における当該キャラクターの主要な名称を示している。全てのキャラクターについて、以下同様。

### 主な登場人物
ローリー・ベケット（英：Raleigh Becket）
俳優：チャーリー・ハナム（幼少期：ポール・ワイアーズ）、日本語吹替：杉田智和（幼少期：優希）
本作の主人公で、イェーガー「ジプシー・デンジャー」のパイロット。米国アンカレッジ出身。学生時代の成績はスポーツも勉強も今ひとつであったが、喧嘩は負け知らずであった。兄のヤンシーとのコンビで高い戦闘能力を発揮しパイロットとして活躍していたが、怪獣ナイフヘッドとの戦いでヤンシーを亡くし、以来、心にトラウマを負っている。一時はパイロットを引退して各地の怪獣防護壁の建設作業員として働いていたが、アラスカにおいてかつての上司であったペントコストの要請を受け、再びパイロットとして復帰する。人一倍正義感が強い性格であるが、彼を演じるチャーリー・ハナム曰く「人類愛に満ちている一方で人嫌い」であるという。復帰して初めてジプシー・デンジャーに搭乗した時こそ、ドリフトの際に過去のトラウマを思い出してしまったことでマコの暴走を引き起こしてしまったが、その後の香港での実戦ではマコとの息の合った動きで二体の怪獣を撃破するなど、パイロットとしての実力は衰えていない。
マコの「イメージと違う」という発言に対して日本語で応答しているが、どれほど話せるかは不明。

森マコ（もり マコ、英：Mako Mori）
- 幼少期のマコ（英：Young Mako）

俳優：菊地凛子（幼少期：芦田愛菜）、日本語吹替：林原めぐみ（幼少期：本人）
種子島出身の日本人で、イェーガーの研究者。幼い頃に怪獣オニババが日本を襲撃した際に両親を亡くし、自らも殺されかけたところをペントコストが搭乗するイェーガーコヨーテ・タンゴに助けられた。その後、ペントコストらに養女として迎え入れられたことから、生涯の恩人として彼に忠誠を誓っている。失敗を許せない完璧主義者であり、イェーガーの適性訓練において意図的に2ポイント先取を許すローリーに対して苦言を呈した。戦闘員としての身体能力も高く、両親の復讐を果たすためローリーのパートナーになることを志願するが、中々ペントコストの許可を得られなかった。ドリフトの初テストではオニババに襲われたときの記憶を深追いしてしまったことによりイェーガーを暴走させかけてしまうが、ローリーとの信頼関係を築いてからは一人前のパイロットへと成長していく。
原語版では数回日本語で会話するシーンがあり、微妙にたどたどしい日本語を話すが、これは「ペントコストの下で育った影響で日本人的な発音を忘れてしまったから」という設定による。

スタッカー・ペントコスト（英：Marshal Stacker Pentecost）
俳優：イドリス・エルバ、日本語吹替：玄田哲章
環太平洋防衛軍（PPDC）の司令官で、ローリーとマコの上司。イギリス人。かつてはイェーガーコヨーテ・タンゴのパイロットであり、ローリーがナイフヘッドに勝利するまで、本来2人で操縦しなければならないイェーガーを1人で操縦して怪獣に勝利した唯一の人間であった。東京での戦いの際に多量の放射線を浴びてしまい、末期癌を患った。そのため、次にイェーガーに搭乗すれば確実に死ぬと忠告されている。普段は威厳ある振る舞いを見せ、時には冷徹な判断も辞さないが、内心は戦いで多くの命を犠牲にせざるを得ないことへの罪悪感に囚われている。最終作戦においては負傷したハークに代わってストライカー・エウレカに搭乗し、チャックと共に自らの命と引き換えにジプシー・デンジャーの道を切り開いた。
本作の脚本・原案を担当したビーチャムは彼の人物像について、「『スター・ウォーズ』のオビ＝ワン・ケノービのようなかっこいい人物」と評している。日本語が喋れるが、どこか発音がたどたどしい。

### 環太平洋防衛軍 (PPDC)
ニュートン・ガイズラー（英：Dr. Newton 'Newt' Geiszler）
俳優：チャーリー・デイ、日本語吹替：古谷徹
環太平洋防衛軍の科学士官として働くドイツ人の生物学者。愛称は「ニュート」。全身に怪獣をモチーフにしたタトゥーを入れるほどの怪獣オタク。同じ職場で働くハーマンとは考え方の差異から度々衝突している。怪獣の生態を探るため自ら怪獣の脳とドリフトを行ったことで怪獣に関する重大な事実を知るが、ドリフトによる記憶共有は双方向に行われるということを失念しており、他の怪獣に PPDC側の情報が露見した上、自身の存在を認識されて怪獣に命を狙われることになった。
監督のデル・トロは彼のプロフィールについて、「見かけは35歳、精神年齢は12歳」と設定している。

ハーマン・ゴットリーブ（英：Dr. Hermann Gottlieb）
俳優：バーン・ゴーマン、日本語吹替：三ツ矢雄二
環太平洋防衛軍の科学士官として働くドイツ人の数理学者。常に杖を持ち歩いており、かなりの潔癖症で気難しい性格。対照的な性格、考え方を持つニュートンとは互いに衝突し合っており、時にはニュートンの考えを全否定することもある。ニュートンと同じく怪獣の研究を行っており、怪獣の出現する間隔が徐々に短くなっていることを基に、やがて複数体が同時に出現すること、深海の裂け目が常時開いた状態になること、またそれにより裂け目の破壊が可能になることを指摘する。怪獣との戦いが激化する中、ニュートンと共に怪獣の脳とのドリフトを行い、これによってより正確で膨大な情報の入手に成功した。

テンドー・チョイ（英：Ops Tendo Choi）
俳優：クリフトン・コリンズ・Jr、日本語吹替：千葉繁
環太平洋防衛軍の指令センター「ロクセント」の管制官。蝶ネクタイが特徴。中国人とペルー人のハーフ。以前はサンフランシスコでフェリーの操舵手をしていた。仕事に誇りを持つ職人気質であるが、パチューコ風ファッションを愛する洒落者でもある。

#### イェーガーのパイロット
ハーク・ハンセン（英：Hercules "Herc" Hansen）
俳優：マックス・マーティーニ、日本語吹替：池田秀一
イェーガー「ストライカー・エウレカ」のパイロット。オーストラリア・シドニー出身。元オーストラリア空軍のパイロットであり、これまでに数々の歴戦を勝ち抜いてきたエリートでもある。かつて怪獣襲撃の際に幼かった息子を守るため、妻アンジェラを置き去りにしてしまったことから（彼女はその時に入院していたが、怪獣への核攻撃に巻き込まれ、命を落としている）、息子に対して負い目を感じている。上司であるペントコストとは無二の親友であり、終盤では決死の覚悟で出撃していく彼に代わって環太平洋防衛軍の指揮を託され、その任務が完遂された際には、親友と息子を失った哀しみを胸に秘めながらも、新たな司令官として終戦を宣言した。昔はスコットという弟がパートナーであったが、後述の彼の悪行によって決別した。ちなみに正式な名前は「ハーキュリーズ（ヘラクレス）」で、「ハーク」はその略称である。

チャック・ハンセン（英：Chuck Hansen）
俳優：ロバート・カジンスキー、日本語吹替：浪川大輔
イェーガー「ストライカー・エウレカ」の後期パイロットで、ハークの息子。血気盛んな若者で、マコ同様の完璧主義者。実の父親であるハークをライバル視している。ハークと共に多くの怪獣を倒してきた優秀な兵士であるが、怪獣をどれくらい討伐したかでしか相手を評価せず、イェーガー計画が中止されることについて「使えないパイロットがいるせい」とTVインタビューに答えている。殊に実力がないと見做したパイロット達には厳しい態度をとり、ローリーに対して、「自分の兄を死なせたくせに一人だけ生き延びた」として非難したり、初テストでジプシー・デンジャーを暴走させかけたマコを「素人」と罵倒する。この屈折した思考と性格は幼少時の環境が原因。しかし、怪獣に倒されそうになるクリムゾン・タイフーンを見殺しにできずに命令違反をしてまで助けに行こうとするなど、根は仲間想いで悪い人間ではない。また、生身の戦闘は不得意なのか、マコを罵倒したためにローリーと諍いになった際にはブランクがある筈の彼に半ば一方的にやられていた。ドリフトの影響で早い段階から父の本心や苦悩を知り、理解はしていたが色々な理由から受け止めきれずにいた模様。ペットとしてブルドッグの「マックス」を飼っている。
最期はマックスの世話を父に託し、ペントコストとペアを組んで出撃。ジプシー・デンジャーの道を切り開くため、核爆弾で怪獣2体を巻き添えに自爆した。

タン三兄弟（タンさんきょうだい、英：Wei Tang Brothers）
チャン・ウェイ・タン（唐炜祥、英：Tang Wei Cheung）
ジン・ウェイ・タン（唐炜龙、英：Tang Wei Jin）
フー・ウェイ・タン（唐炜虎、英：Tang Wei Hu）
俳優：チャールズ・ルー、ランス・ルー、マーク・ルー、日本語吹替：三宅貴大
イェーガー「クリムゾン・タイフーン」のパイロットである中国人三兄弟。過去に何度も怪獣を討伐したことから、地元ではヒーローとして扱われている。元ストリート・ファイターという経歴を持つカンフーの使い手で、武器や戦略に詳しく、イェーガー計画にも大いに貢献している。
香港沖合に出現した怪獣オオタチとレザーバックを迎撃すべく出撃するが、オオタチの予想外の強さに苦戦した末、コックピットごと毟り取られる形で敗北する。生き残ったとする情報もあったが、ノベライズでは3人とも戦死と記述され、また続編の『パシフィック・リム：アップライジング』においても、基地の祭壇に戦死者・殉職者とともに3人並んで3Dホログラフの肖像が掲げられている。
当初、中国人パイロットは4つ子の設定であったが、4つ子の俳優が見つからなかったため、代わりに3つ子の兄弟であるチャールズ・ルー、ランス・ルー、マーク・ルーの3人が起用された。

サーシャ・カイダノフスキー（英：Sasha Kaidonovsky）
俳優：ロバート・マイエ、日本語吹替：木村雅史
イェーガー「チェルノ・アルファ」のパイロット。ロシア人。ハークとチャック同様、長い実戦経歴を持つエリートパイロットの1人。妻のアレクシスほどではないが怒ると非常に怖い。最終作戦に使用する核爆弾を手配したのは彼ら夫妻であり、ペントコストは「あのロシア人は何でも手配できる」と評している。
香港沖合に出現した怪獣オオタチとレザーバックを迎撃すべく出撃するが、オオタチ親獣に機体に強酸を吐きつけられた際にコックピットが浸水し、妻共々戦死する。

アレクシス・カイダノフスキー（英：Aleksis Kaidanovsky）
俳優：ヘザー・ドークセン、日本語吹替：愛河里花子
イェーガー「チェルノ・アルファ」のパイロット。サーシャの妻。戦闘の指示は彼女が行う。怒るとかなり恐ろしい。
香港沖合に出現した怪獣オオタチとレザーバックを迎撃すべく出撃するが、夫同様の経緯で戦死。

ヤンシー・ベケット（英：Yancy Beckett）
俳優：ディエゴ・クラテンホフ（幼少期：タイラー・スティーヴンソン）、日本語吹替：土田大（幼少期：吉田麻実）
ローリーの兄。かつてイェーガー「ジプシー・デンジャー」のパイロットとして活躍していたが、怪獣ナイフヘッドとの戦いで戦死する。
コミックス版ではジャーナリストのナオミと親密な関係を持ち、訓練中のシミュレーションにその記憶がローリーにも共有されてしまったことが発端となって喧嘩になった。

### その他の人物
ハンニバル・チャウ（英：Hannibal Chau）
俳優：ロン・パールマン、日本語吹替：ケンドーコバヤシ
香港を拠点に、怪獣の死骸を解体し、臓器を万能薬として売りさばく闇商人のボス。本名は不明であり、現在の名は好きな歴史上の人物「ハンニバル」と贔屓にしている中華レストランの名前から採ったもの。幅広い人脈を持っており、幾つもの闇ルートに精通している。環太平洋防衛軍に対し、怪獣の死骸を独占する条件で資金援助をしている。かつて怪獣襲撃から逃げ込んだ公共退避壕が潰された時に左目を失明しており、普段はサングラスで隠している。貴金属と宝石をこよなく愛し、特に黄金で飾り立てた靴がお気に入り。豪勢な柄のバタフライナイフが得物。
中盤、瀕死のオオタチ幼獣に丸呑みされ退場したが、スタッフロールの途中で生還した姿が見られた。
ロン・パールマンはこのキャラクターを演じる際、デル・トロから海賊のイメージを与えられて人物像を作り上げたという。

### コミックス版の登場人物
ここでは、コミックス版 "Tales From Year Zero " の登場人物について解説する。
ナオミ・ソコロフ（英：Naomi Sokolov）
イェーガーのパパラッチ（通称：イェーガー・フライ）の1人。ロシア人。持前の潜入技術を奮い、イェーガーに関することを深くまで潜り込んで調べる。ヤンシーと親密な関係を持つなどして、スタッカーのチームを崩壊させかねない所まで追い込みかけてしまったものの、最終的にテンドーの手助けがあって無事に足を洗った。

イェイェ・チョイ（英：Yeye Choi）
テンドーの祖父。中国人。アックスヘッドがサンフランシスコに侵入した際に車で逃げようとし、何とか港まで辿り着くものの、戦闘機との戦闘の際にアックスヘッドが流したカイジュウ・ブルーが降りかかり、命を落とした。

ルーナ・ペントコスト（英：Luna Pentecost）
スタッカーの妹。イギリス人でイギリス空軍所属。第二次世界大戦時のアメリカ合衆国と英国の同盟関係を重要視しており、いつかその恩を返したいという思いからパイロットを志願した。兄の制止を押し切り、強い信念を持って親友のタムシンと共に戦闘機でアックスヘッドを倒そうとし、喉元にサイドワインダーを直撃させようと接近したところ、長大な爪に衝突し戦死した。モットーは「竜を屠る」。

タムシン・セビア（英：Tamsin Sevier）
ペントコスト兄妹の友人。カナダ人でイギリス空軍所属。髪を赤く染めている。ルーナと共にアックスヘッドを倒そうとするもルーナの戦死の訃報を受け、怪獣に復讐を誓う。
環太平洋防衛軍発足後にレンジャーを志願し、スタッカーと共にコヨーテ・タンゴのパイロットとなる。東京でオニババとの戦闘中にニューラル・ハンドシェイクの影響で失神したものの、スタッカーの奮戦で勝利を収める。後に重度のガンを発症し、スタッカーにレンジャー業を引退するように強要されるが、彼と共に歩んでいくことを頑として譲らなかった。その後、病院に入院しガンの発作でこの世を去り、ハワイに埋葬された。

ジャスパー・ショーンフィールド（英：Jasper Schoenfeld）
環太平洋防衛軍の科学士官でイェーガー生みの親とされるアメリカ人。

ケイトリン・ライトキャップ（英：Caitlin Lightcap）
ジャスパーの弟子でドリフトの開発者及びイェーガー開発の責任者の一人であるペンシルバニア州ピッツバーグ出身のアメリカ人女性。
2015年には「クリムゾン・タイフーン」のコクピットのデザインを担当した。
同年、アダムの代わりにプロトタイプのイェーガー「ブロウラー・ユーコン」のパイロットの1人となり、怪獣カーロフの討伐に成功した。イェーガーに搭乗する前は真面目な性格であったが、パートナーであるセルジオと共にドリフトした結果、精神結合を経たことにより活発な性格に変化した。

アダム・ケーシー（英：Adam Casey）
プロトタイプのイェーガー「ブロウラー・ユーコン」のパイロットの一人。アメリカ人でアメリカ空軍所属。大尉の階級を所有している。
ブロウラー・ユーコンのテスト操作中、神経接合中のデータロードが肉体の許容負荷を超えたことにより身体が非常に強い拒絶反応を示し、その強烈な反動で強度の腰痛と背骨の痛みを同時に併発、さらに脳卒中も発症し、機体ごとバランスを乱して倒れ、60メートル以上の高さから機体ごと叩きつけられた衝撃によって亡くなった。

セルジオ・ドノフリオ（英：Sergio D'Onofrio）
プロトタイプのイェーガー「ブロウラー・ユーコン」のパイロットの一人。

#### イェーガーのパイロット
ゲイジ兄弟（ゲイジきょうだい、英：Gage twins）
ブルース・マッケンジー・ゲイジ（英：Bruce Gage）
トレビン・ジュールズ・ゲイジ（英：Trevin Gage）
イェーガー「ロミオ・ブルー」のパイロットであるアメリカ人兄弟。第1世代から全盛期まで活動して幾度もの戦闘に参加し、イェーガーの広告塔としての活躍もあるが、2頭目の怪獣討伐を祝うパレードにも出席した余波で人気が高まり、セレブの花道を駆け抜けた。
ナイフヘッドが出現した時には最終防衛ラインを死守すべく捜索するも振り切られ、ジプシー・デンジャーが大破した後にシアトルでの怪獣襲来で戦死した。

ダック・ジェソップ（英：Duc Jessop）
イェーガー「タシット・ローニン」のパイロット。国籍不明であるが、オーストラリア人とベトナム人のハーフ。
カオリと共にリマの攻撃チームで活躍したが、3度の出撃を経験した後に夫婦共々戦死した。

カオリ・コヤマダ（英：Kaori Jessop, néeKoyamada）
イェーガー「タシット・ローニン」のパイロット。屋久島出身の日本人で、ダックの妻。低予算で作られる特撮映画のスーツアクターの父を持つ。
ダックと共にリマの攻撃チームで活躍したが、3度の出撃を経験した後に夫婦共々戦死した。

スコット・ハンセン（英：Scott Hansen）
イェーガー「ストライカー・エウレカ」の前パイロットで、ハークの弟。兄と同じく優秀であるが、他人から合併症とみなされても仕方ないほど混乱を巻き起こしたり相当の女たらしであったりと人間性に問題があり、自分の行動に責任を感じる姿なども見られない。
後に環太平洋防衛軍の情報機密を重大に侵害し、これをドリフト中にハークに見破られて上層部に報告された結果、悪行が上層部にも筒抜けになり、追放された。

## イェーガー
イェーガー（英：Jaeger）は、怪獣を打倒するために人類が世界各国で開発、建造した全高約80mに及ぶ人型ロボットである。その名は "hunter"、「狩人」を意味するドイツ語 "Jäger" に由来する。発明者であるジャスパー・ショーンフィールドは、シドニーに怪獣が襲来したニュースをテレビで視聴していた時に、傍らで自分の幼い息子が怪獣とロボットのフィギュアで遊んでいるのを見て、対怪獣用の革新的なカウンターとして「巨大ロボット兵器」の構想が閃いた。
操縦には戦闘機の操縦システムとして開発されていた神経とマシンを接続する「ドリフト」という方法を執り、パイロットスーツに組み込まれた伝達回路と内部に注入される特殊なジェルによってパイロットの動作をイェーガーに伝達させる。パイロットの動きをイェーガーはそのままトレースするため、パイロットの持つ格闘技術などがイェーガーの戦闘力を大きく左右する。開発当初はパイロット1名だけで操縦を行う構成であったが、脳神経への負荷が大きすぎたため、パイロット2名がそれぞれ右脳と左脳と役割を分担する構成となった（1名だけでイェーガーを操縦し生還したのはローリーとペントコストのみ）。イェーガーの起動の際、パイロット2名の意識を同調させる「ブレイン・ハンドシェイク」という工程が必要であり、これによってパイロット2名はお互いの意識と記憶を共有する。この際、不慣れなパイロットは、相方または自身の過去の記憶を無意識のうちに追体験してしまう「ウサギ追い」というトラブルを引き起こしがちである。これによって動作不良や暴走を引き起こすことがあるため、パイロット同士はそれを互いにフォローしあうことが求められる。このことからパイロット候補となる2名は、戦闘技術はもちろんのこと、互いの親密度が重要視される。パイロット2名が兄弟、親子、夫婦など親族であることが多いのはこれが理由である。
動力は原子力を応用した専用のエネルギーコアを使用する。初期のイェーガーはこのエネルギーコアの放射線対策が完璧とは言えず、長期の戦闘によって被曝し、ペントコストのように重病を患うパイロットも出ている。
動力は胸部、コクピットは頭部という基本構成であるが、チェルノ・アルファのような例外も存在する。

### 登場イェーガー

#### 主なイェーガー
| 機体名                 | 世代    | 国籍           | 初出動     | 全高 | 重量   | OS                              | 動力源                     | 怪獣 討伐数 | 機体色           |
| ---------------------- | ------- | -------------- | ---------- | ---- | ------ | ------------------------------- | -------------------------- | ----------- | ---------------- |
| ジプシー・デンジャー   | 第3世代 | アメリカ       | 2017/7/10  | 79m  | 1,980t | ブルー･スパーク4.1              | ダブルコア･リアクター      | 5→8体       | 青               |
| ストライカー・エウレカ | 第5世代 | オーストラリア | 2019/11/2  | 76m  | 1,850t | アービター タック･コン12        | X16スーパーセル･チャンバー | 11→12体     | 白みがかった灰色 |
| クリムゾン・タイフーン | 第4世代 | 中国           | 2018/08/22 | 76m  | 1,722t | トリプル･サン･ホライズン･ゲート | ミッドナイト･オーブ9       | 7体         | 赤               |
| チェルノ・アルファ     | 第1世代 | ロシア         | 2015年     | 85m  | 2,412t |                                 |                            | 6体         | 緑がかった灰色   |

ジプシー・デンジャー（英：Gipsy Danger）
アメリカで建造されたイェーガーで、物語登場時点でやや古参に入る機体。近距離格闘戦を主に設計されている。
パイロットは、改修前の左脳がローリー・ベケット、右脳がヤンシー・ベケット。改修後の左脳が森マコ、右脳がローリー・ベケット。
主兵装はI-19プラズマキャノン、エルボーロケット、チェーン･ソード
格闘戦で怪獣にダメージを与えたのち、左右腕部に内蔵されたプラズマ砲「プラズマキャスター」を至近距離で撃ちこんで倒すという戦法を取るほか、胸からは熱線「ポイント・ブランク・ブラスト」を発射できる。2020年に怪獣ナイフヘッドとの戦いで大破したが機体は後に回収されており、5年後には香港で修復と改修が行われた。その際、動力源の強化が行われ、プラズマキャノンのチャージ時間が短縮され16連発出来るようになった。また、新たな武装として肘部にパンチ力を増幅するためのロケット推進機「エルボー・ロケット」と普段は蛇腹剣である「チェーンソード」が両腕に追加装備されている。旧式であるが故に動力は原子力であり、核リアクターを2つ備える（第1世代を除く）唯一の機体。また、放射線対策が施されている（日本語訳では回路がアナログ式の）ために電磁波の影響を受けず、EMP能力を持つ敵に対する唯一の有効手段でもある。
ジプシー・デンジャーのデザインについてデル・トロは、「エンパイア・ステート・ビルディングとジョン・ウェインを組み合わせたイメージ」とインタビューで語っている。

ストライカー・エウレカ（英：Striker Eureka）
オーストラリアで建造されたイェーガー。
パイロットはハーク・ハンセン、スコット・ハンセン（前期）、チャック・ハンセン（後期)、スタッカー・ペントコスト（ハークと交代）
主兵装は胸部AKMランチャー(AntiKAIJUmissile)、通称エア･ミサイル、スティング･ブレード、ブラス･ナックル。
登場するイェーガーの中では最新鋭かつ唯一の第5世代機であり、パワー、スピード、装甲共に最高クラスの性能を持ち、10体以上の怪獣を討伐している高い実力を誇る。そのため怪獣への反攻作戦では中核をなす存在であり重要視されている。背部には姿勢制御用のスタビライザーである「エンジェル・ウィング」を持つ。武装は両腕に収納されている二股の刃で怪獣の甲殻を焼き切る「スティング・ブレード」、拳に装備され、イオンにより怪獣を麻痺させる「メリケンサック」、胸部に内蔵された高い火力を持つ6連発ミサイルランチャー「エア・ミサイル」。ゲーム版では、小型で連射が可能なプラズマ砲も装備している。最新型は原子炉を搭載していないため放射線対策が施されておらず（日本語訳では回路がデジタル式）、EMPに弱いのが最大の弱点。設定当初は「ジプシー・デンジャー」となる予定であった。

クリムゾン・タイフーン（英：Crimson Typhoon）
中国で建造されたイェーガー。
パイロットはタン三兄弟（チャン、ジン、フー）。
主兵装はI-22電漿砲、二連鋸爪。
劇中登場するイェーガーの中ではストライカー・エウレカに次いで新しい新型機。3人乗りという珍しい操縦システムのイェーガーで、2名は他のイェーガーと同じパイロットであり、残り1名は哨戒を受け持つ。右腕部を二股に分離させることで腕が3つに増えるのも特徴。脚部にも膝の下にもう1つ逆関節がついている。機動性とジャンプ力に優れており、更に腰部が360°旋回できるためトリッキーな戦闘が可能である。武装は左腕に内蔵されたプラズマ砲と右の2本の腕にそれぞれ装着された回転ノコギリ。パイロットのタン兄弟が編み出した「雷雲旋風拳（サンダークラウド・フォーメーション）」を必殺技として持つ。ゲーム版では液体窒素噴射砲も装備している。頭部がモノアイになっており、これは映画『2001年宇宙の旅』に登場するコンピューター、HAL 9000がモデルになっている。機体色は他の登場イェーガーとは違い、赤と黒に金の縁取りなど中国をイメージした派手なカラーリングである。また、左の胸には「暴風赤紅」と書かれている。

チェルノ・アルファ（英：Cherno Alpha）
パイロット：サーシャ・カイダノフスキー、アレクシス・カイダノフスキー
ロシアで建造されたイェーガー。過去に多数製造されたイェーガーの初期型であり、登場するイェーガーの中では最古参にあたる。近接戦闘型で旧型ではあるがウラジオストクの拠点を6年に渡って防衛し続けた実力を持ち、重装甲とパワーで相手を叩きのめす。武装は腕部に装備された高圧電流発生装置で、腕部を伸縮させて電撃をのせたパンチを叩きこむ「テスラ・フィスト」。ゲーム版では電撃や火炎放射も使用している。他のイェーガーと違い動力源を背負った形をしており、コクピットは胸部にあるように見える。そのため頭部が非常に大型だと間違えられるのが特徴。一見安全に見えるが他のイェーガーと違って脱出機構を備えていない為負けたらパイロットは死ぬしかない。

#### 過去のイェーガー
なお上記の4体以外にも以下の4体のイェーガーが過去に存在し、いずれも本作の冒頭シーンおよび回想シーンに登場する。
| 機体名               | 世代    | 国籍           | 初出動 | 全高  | 重量   | 怪獣 討伐数 | 機体色           |
| -------------------- | ------- | -------------- | ------ | ----- | ------ | ----------- | ---------------- |
| コヨーテ・タンゴ     | 第1世代 | 日本           | 2015年 | 85m   | 2,312t | 2体         | 灰色             |
| ホライゾン・ブレイヴ | 第1世代 | 中国           | 2015年 | 72.5m | 7,890t | 2体         | 黄色がかった灰色 |
| タシット・ローニン   | 第1世代 | ペルー（日本） | 2015年 | 74m   | 7,450t | 3体         | 白               |
| ロミオ・ブルー       | 第1世代 | アメリカ       | 2015年 | 78m   | 7,775t | 2体         | 青               |

コヨーテ・タンゴ（英：Coyote Tango）
日本で建造されたイェーガー。
パイロットはスタッカー・ペントコスト、タムシン・セビア
過去に多数製造されたイェーガーの初期型の1体で、物語開始時には既に失われている機体である。過去にマコが家族を失った原因である東京の怪獣襲撃の際に出撃し、3時間に渡って戦闘を繰り広げ、討伐を成功させたという過去を持つ。中距離戦型で武装は背部に装備された2門の原子力エネルギー砲である「モーター・キャノン」と各指から発射するエネルギー砲「エナジー・キャスター」。ゲーム版では、エナジー・キャスターを利用したビームソードと、腕そのものがエネルギー砲に変形する攻撃も持つ。エネルギーコアの放射線対策が完璧ではなく、パイロットが長時間戦闘を行うと重度の被曝をしてしまうという重大な欠陥が存在する。本作ではマコの回想シーンに登場する。

ホライゾン・ブレイヴ（英：Horizon Brave）
中国で建造されたイェーガー。
パイロットはロー・ヒン・シェン、ズイチイ・ポー。
「クリムゾン・タイフーン」同様、モノアイの頭部を有しており、冷凍系の武装が特徴。冷却砲「クリオ・キャノン」で怪獣を凍結させて粉砕する「サブゼロサッカーパンチ」を必殺技として持つ。本作ではもう一機の同型が同時進行で建造されていた。第1世代のイェーガーにも関わらず、2019年のマニラでの戦いでは非常に強力なカテゴリー4相手に単機で立ち向かい、ジプシー・デンジャーとストライカー・エウレカらの到着まで持ちこたえた。

タシット・ローニン（英：Tacit Ronin）
ペルーで建造された日本のイェーガー。コヨーテ・タンゴの先代機。
パイロットはダック・ジェソップ、カオリ・コヤマダ。
装甲を軽量化して機動性を向上させるためか、他のイェーガーに比べると細い体型をしている。怪獣を翻弄し、至近距離から腕の剣である「ファングブレード」で致命傷を負わせる「コブラ・ストライク」を必殺技として持つ。ペルーのリマを警護していて、三度の出撃を経験した後に怪獣に破壊された。

ロミオ・ブルー（英：Romeo Blue）
アメリカで建造されたイェーガー。ジプシー・デンジャーの先代機。
パイロットはブルース・マッケンジー・ゲイジ、トレビン・ジュールズ・ゲイジ。
胸部中央に大きな突起があり、胸部にはガトリング砲が装備されている。近接戦闘型で、怪獣の喉を狙う「タクティカル・ブレイク」を必殺技として持つ。重量が重いため、戦闘では敵を抑え付けられるが、移動速度がネックであり、ナイフヘッドに振り切られてしまったという過去を持つ。2020年に、シアトルでの怪獣襲来で破壊された。設定当初は三脚であった。

#### その他のイェーガー
また、本作に登場せず、コミックス版や小説で登場したり、名前のみのイェーガーも存在する。
| 機体名                     | 世代                    | 国籍           | 初出動 | 機体色 |
| -------------------------- | ----------------------- | -------------- | ------ | ------ |
| ブロウラー・ユーコン       | 第1世代（プロトタイプ） | アメリカ       | 2015年 | 灰色   |
| タンゴ・タスマニア         | 第1世代                 | オーストラリア |        |        |
| ラッキー・セブン           | 第1～第2世代?           | 中国           | 2016年 |        |
| ディアブロ・インターセプト | 第2世代                 | チリ           | 2016年 |        |
| ソーラー・プロシェット     | 第2世代                 | ペルー         | 2016年 |        |
| ピューマ・リアル           | 第2世代                 | パナマ         | 2016年 |        |
| エデン・アサシン           | 第2世代                 | ロシア         | 2016年 |        |
| ショウリン・ローグ         | 第3世代                 | 中国           | 2017年 |        |
| マタドール・フューリー     | 第3世代                 | メキシコ       | 2017年 |        |
| ヴァルカン・スペクター     | 第3世代                 | オーストラリア | 2017年 |        |
| クローム・ブルータス       | 第3世代                 | カナダ         | 2017年 |        |
| ヒュドラ・コリンシアン     | 第4世代                 | アメリカ       | 2018年 |        |
| マンモス・アポストル       | 第4世代                 | アメリカ       | 2018年 |        |
| ノヴァ・ヒュペリオン       | 第4世代                 | 韓国           | 2018年 |        |
| エコー・セイバー           | 第4世代                 | 日本           | 2018年 |        |

ブロウラー・ユーコン（英：Brawler Yukon）
コミックス版 "Tales From Year Zero " に登場する。アメリカで建造された世界最初のイェーガーである。
パイロットはアダム・ケーシー（試運転時）、セルジオ・ドノフリオ、カートリン・ライトキャップ。
試作機ゆえに人型にはあまり見えない特徴的な形をしている。腕がブレード状になっており、格闘戦で効果を発揮する。また、ミサイルを装備している。各部ジェットを使用しての、多少の空中活動も可能。戦闘前のテスト操作で死傷者を出すが、その後の怪獣カーロフの討伐では無事に作動した。

ラッキー・セブン（英：Lucky Seven）
小説版に登場。
パイロットはハーク・ハンセン（パートナーは不明）。
イェーガー第1世代の時期に、オーストラリア空軍を退役した当時のハーク・ハンセンとそのパートナーに与えられたイェーガー。2016年に香港のビクトリア湾で最初の戦闘を経験し、怪獣を倒すことに成功した。

### 命の壁
イェーガーが次々と撃破され始めたため、各国が対怪獣の新たな対抗手段として生み出した巨大な壁、それが、対怪獣防護壁（英：Anti-Kaiju Wall）であり、またの名を「沿岸防護壁（英：Coastal Wall）」、あるいは「命の壁（いのちのかべ、英：Wall of Life）」という。海岸沿いを覆い尽くし、怪獣の侵攻を阻止することが目的である。イェーガーを次々と建造するよりもコストが比較的安く済むが、これもパワーアップしていく怪獣相手では有効な対策手段にはならなくなっている。
作業現場で作業員は命綱すら付けずに作業しており、死傷者が出てもすぐに代わりが用意される（特に、壁の最上段からの転落事故は頻繁に発生している）など、労働環境は良いとは言えない。完成の目処すら立っていないことから、完成予定日にも「永遠に無理!」と落書きされている。
作中で1時間足らずで突破された上イェーガーを持ったままでも飛行できる怪獣が登場したため、それ以降は防衛の意味を失ってしまった。

## 怪獣
本作における怪獣は、太平洋グアム沖の深海にできた割れ目「裂け目」から現れる巨大生命体の総称であり、英語圏でも "KAIJU"（カイジュー）と呼称されている。作中、冒頭部で発音は "kaijū" であると文字で解説されている。
2013年8月10日に初めて出現し、同日は後に「K-DAY（怪獣の日）」と呼ばれることになった。形態は爬虫類や魚類、甲殻類などに似たものなど個体ごとに様々であるが、複数個体の姿が似ていることもある。主に人口の密集している地域を狙って襲来する。
骨格がシリコンで構成された一種のケイ素生物であり、非常に頑丈な体とイェーガーに匹敵する強力なパワーを持ち、陸海共に活動できるほか、ある程度の知性を有しているとされる。中には体の各所に発光器官を持つ個体や、翼による飛行能力を持つ個体、酸や電磁パルスなどの特殊な攻撃手段を持つ個体も存在するが、火炎放射や光線などの非生物的な能力を持つ個体はいない。身体が巨大であるため、脳は主脳の他に「第二の脳」と呼ばれる小さい脳が存在し、それぞれ役割を分散させている。また、全ての怪獣はテレパシーを用いて一つの集合的記憶を共有しており、一匹が得た情報は即座に全ての怪獣に伝達され共有されることになるため、一度受けた攻撃はすぐに対処されてしまう。
体液は青色であることから「カイジュウ・ブルー」と呼ばれ、強酸性かつ猛毒であり大気汚染や水質汚濁を引き起こす。主成分はアンモニア。怪獣自体を撃破しても飛散したカイジュウ・ブルーにより被害が拡大してしまうこともある。また、体にはダイオウグソクムシに似た寄生虫（人間が両手で抱えるほどの大きさである）が付着しているが、怪獣から離れるとすぐに死んでしまうため、普通は生きている姿を見ることはできない。
それぞれの攻撃力や血液の毒性の高さ、その体長などによって、「セリザワ・スケール」と呼ばれる1から5までのカテゴリーでクラス分けされている。低カテゴリーの個体であっても現有の兵器で殲滅するには核兵器が必要になるため、放射線やカイジュウ・ブルーによる周囲の汚染を防ぎ、かつ怪獣を撃破可能な兵器としてイェーガーが開発された。イェーガーが格闘戦を主体としているのは、銃火器の使用によるカイジュウ・ブルーの飛散を抑えるためであり、搭載火器にプラズマ砲が使用されているのも、プラズマで傷口を焼いてふさぐことによってカイジュウ・ブルーの流出を防ぐことを目的としている。
こうした一方で、骨に滋養強壮の効能があるとして、粉末が精力剤として500gあたり500ドルで取引されるらしく、チャウの組織のように死骸の解体と売却で財を成した者も多い。アンモニア含有量の多い脳を除けば、前述した寄生虫や内臓、軟骨など様々な部位が売り物になり、糞ですら大量のリンを含んでいることから畑の肥料に使用できるらしい（そもそも何を食しているのかも不明である）。また、怪獣の死骸から得られたデータによって人類の医療や科学技術も大幅に進歩しており、イェーガーにもその一部が用いられている。さらには怪獣を神の使徒として崇拝するカルト教団も存在する。
怪獣の正体は異世界に存在している種族プリカーサーによって生み出された一種の侵略用生体兵器である。クローニングによって培養されているため、たとえ全く違う姿の個体であってもそのDNA構造は同一。同系列の姿を持つ個体がいるのもこのためである。ただその光景は培養というより、工場での製造・組み立て風景に近い。クローニングで増やされているが繁殖も可能であり、作中には妊娠している個体が登場しているが、雌雄があるのか雌雄同体なのかは不明である。

### 主な怪獣
| 怪獣名                       | カテゴリー  | 出現時期 | 体長 | 体重   | 毒性       | 攻撃目標                               |
| ---------------------------- | ----------- | -------- | ---- | ------ | ---------- | -------------------------------------- |
| アックスヘッド               |             | 2013年   |      |        |            | アメリカ、サンフランシスコ             |
| カーロフ                     |             | 2015年   |      |        |            | カナダ、バンクーバー                   |
| レッコナー                   |             | 2016年   |      |        |            | 中国、香港                             |
| オニババ                     | カテゴリー2 | 2016年   | 57m  | 2,040t | 中         | 日本、東京                             |
| ヤマアラシ                   | カテゴリー3 | 2017年   |      | 2,500t |            | アメリカ、カルフォルニア州ロングビーチ |
| ナイフヘッド                 | カテゴリー3 | 2020年   | 96m  | 2,700t | 中         | アメリカ、アラスカ州アンカレッジ       |
| ムタヴォア（ブレードヘッド） | カテゴリー4 | 2024年   |      |        |            | オーストラリア、シドニー               |
| レザーバック                 | カテゴリー4 | 2025年   | 81m  | 2,900t | 低         | 中国、香港                             |
| オオタチ                     | カテゴリー4 | 2025年   | 63m  | 2,690t | 極めて高い | 中国、香港                             |
| スカナー                     | カテゴリー4 | 2025年   | 134m | 3,230t | 低         | PPDC最終作戦の妨害                     |
| ライジュウ                   | カテゴリー4 | 2025年   | 109m | 3,475t | 高         | PPDC最終作戦の妨害                     |
| スラターン                   | カテゴリー5 | 2025年   | 181m | 6,750t | 高         | 時空の裂け目の防衛                     |

アックスヘッド（英：Axehead）
別名：トレスパッサー（侵入者、英：Trespasser）
最初に現れた怪獣。「アックスヘッド」という名は角が斧のような形をしていることに由来する。本作の冒頭シーンでサンフランシスコのゴールデン・ゲート・ブリッジを破壊し、怪獣の存在を全世界に知らしめた。6日間で3つの都市を破壊し、最後には核兵器で仕留められた。死体のあった場所はオークランドで、その場所にイェーガーの廃棄処分場「オブリビオン・ベイ」が建てられた。ちなみに、頭蓋骨は記念施設に展示されている。

カーロフ（英：Karloff）
コミックス版 "Tales From Year Zero " に登場する。2015年にバンクーバーを襲った怪獣。「フランケンシュタインの怪物」のような顔が特徴。ブロウラー・ユーコンと戦い、敗れ去る。その名は「ボリス・カーロフ」に由来する。

レッコナー（英：Reckoner）
2016年に香港を襲った怪獣。毒性が強かったため死骸は放置され、劇中の時代では既に白骨化している。死体のあった場所には貧民街が建てられており、頭骨は怪獣を崇める新興宗教の寺院となっている。

オニババ（英：Onibaba）
蟹（かに）のような姿をした、カテゴリー2の怪獣。巨大なハサミと4本の脚を持ち、基本的には攻撃よりも防御に回るタイプである。コヨーテ・タンゴとの3時間に亘る戦闘の末、敗れ去る。この個体が東京を襲撃した事件は俗に「オニババ事件」と呼ばれており、マコはその生存者の1人である。デザインのモチーフには、日本の神社や寺院の意匠が取り入れられている。名前は、監督が幼いころに観た新藤兼人監督の『鬼婆 (映画)』から採られた。同作主役の老女（乙羽信子）は、背中にカニが描かれた衣服を着用している。

ヤマアラシ（英：Yamarashi）
2017年にロングビーチを襲った、カテゴリー3の怪獣。ジプシー・デンジャーともう1体のイェーガーと戦闘し、敗れ去る。劇中ではニュートンの左腕にタトゥーとして登場している。

ナイフヘッド（英：Knifehead）
名前の通り頭部全体がナイフのような形になっている、カテゴリー3の怪獣。腕は四本あり非常に大きく鋭い爪を持った腕と泳ぐ際補助の役割をする小さな腕を持つ。犬掻きのような泳ぎ方が作中では確認できる。ロミオ・ブルーの捜索を振り切り、ジプシー・デンジャーとの戦いではプラズマ砲を二発耐える頑丈さを見せ、頭部の巨大な角でジプシー・デンジャーの左腕の付け根を貫通させて破壊し、非常に鋭い爪でコックピットを貫通させてローリーの兄ヤンシーを引きずり出して殺した。さらに首の付け根を突き刺し追い詰めるが、ローリーの決死の最大出力のプラズマキャノンの反撃によって敗れ去る。
デザインのモチーフはミツクリザメ。その形状から、昭和ガメラシリーズに登場する「大悪獣ギロン」の影響を指摘される事が多いが、ギレルモはインタビューで、デザインに関わったウェイン・バロウは「ギロンを見たことがなかった」と発言している。また、アックスヘッドと共に頭部デザインはゴモラを連想させるとも指摘されている。

ムタヴォア（英：Mutavore）
別名：ブレードヘッド（英：Bladehead）
鎌のような形をした角と鋭く尖った顎を持つ怪獣。ヴァルカン・スペクターとエコー・セイバーを破壊し、シドニーに建設された防護壁を破壊して都市部に侵攻してきたものの、ストライカー・エウレカの圧倒的なスピードで殴られエア・ミサイルが顔面直撃し敗れる。

レザーバック（英：Leatherback）
ゴリラのような巨体を持つ、カテゴリー4の怪獣。強力な腕を持ち、スピードとジャンプ力を活かした戦闘が得意。頭部を覆う鶏冠状のプレートの下に発光する肉茎を備えており、興奮時には頭部のプレートを開いて肉茎を震わせる。また、背中には強力な電磁衝撃波を放出する器官がある。プラズマ砲に耐える頑丈さがあるが16連発されたプラズマ砲に腕を吹き飛ばされ敗れる。名前は英語で「オサガメ」の意味と、ゴリラのリーダーを表す「シルバーバック」を意味している。

オオタチ（英：Otachi）
レザーバックと共に香港に現れた、カテゴリー4の怪獣。頭部に2つの角を持ち、尻尾の先には3つに分かれた鉤爪を備えている。登場する怪獣の中では唯一飛行能力を備えた個体であり、両腕に畳まれた翼で飛行する。パンフレットでは「陸海空を征した万能怪獣」と評された。喉元にある袋から強力な酸を吐きチェルノ・アルファの原子炉を溶かした他、尻尾の鉤爪を武器として使いクリムゾン・タイフーンの頭部を破壊した。また、触手の付いた長い舌を使い、狭い所に隠れた人間を捕獲したり内部の様子を探ったりする。ジプシーを掴んだまま成層圏まで飛行し追い詰めるが新兵装の｢チェーンソード｣によって袈裟斬りされ敗れる。ちなみに、子供を身籠っていた。
デザインの一部にギャオスやバラゴンの影響を受けている。
オオタチ幼獣（英：Otachi's offspring, Baby Kaiju）
オオタチの死骸から現れた怪獣の赤子。赤子とはいえ人類への敵意を剥き出しにし、親と同様にニュートンを追い回すも、臍の緒が首に絡まって窒息死する。

スカナー（英：Scunner）
牡牛のような巨大な角を持つ、カテゴリー4最大級の怪獣。劇中ではライジュウと協力して水中戦を繰り広げる。名前は英語で「強い嫌悪」を意味する。ストライカー・エウレカの自爆で敗れる。

ライジュウ（英：Raiju）
ワニのような姿をした、カテゴリー4の怪獣。スカナーと共にジプシー・デンジャーとストライカー・エウレカを迎え撃った。頭部は花弁状に開く外骨格で覆われている。危機に追い込まれたジプシー・デンジャーに突撃したがパイロットの機転でチェーンソードを前に突き出され頭から突っ込み真っ二つにされ敗れる。
デザインには『ウルトラマン』に登場する怪獣ガボラの影響を受けている。

スラターン（英：Slattern）
シュモクザメのような頭部を持った怪獣。史上初めて存在が確認されたカテゴリー5の怪獣でもあり、攻撃力、血液の毒性、知能共に最も高い。ストライカー・エウレカの熱核爆弾の自爆にも耐えた。複数の長い尻尾を鞭のように扱い、水中では特に威力を発揮する。回転することで渦を作り出し一撃でストライカーをコードレッド(半数以上の機能不全を意味する)にさせるほどの攻撃力がある。デル・トロはデザインについて「とにかく悪魔的な顔にしたかった」と語っている。名前は英語で「淫らでだらしない女」を意味している。

### プリカーサー
プリカーサー（先駆者、英：Precursors）
異次元世界「アンティヴァース」に住む知的生命体で、作り出した怪獣を裂け目を通して様々な別次元世界に送り込んでいる。これまでにも数々の別次元世界の文明を滅ぼし、征服した世界の資源が枯渇するたびに同様の手段で別次元世界への侵略を繰り返していた。一度、先史時代の地球にも訪れて恐竜を作り出したが、自分自身が当時の地球の環境に適応できず侵略を諦めていた。しかし裂け目を残しておくことで常に地球を観測しており、人類が引き起こした環境汚染による大気の変質を期に再度地球を襲撃した。
「異次元に潜み怪獣を送り込む侵略者」という設定は『ウルトラマンA』に登場する敵ヤプール人が由来とされている。

## 登場兵器
- F-22 ラプター
- F/A-18 ホーネット
- MH-53 ペイブロウ
- CH-53 シースタリオン
- CH-47 チヌーク
- ニミッツ級航空母艦「ジョン・C・ステニス」
- クローラー・トランスポーター

## 製作

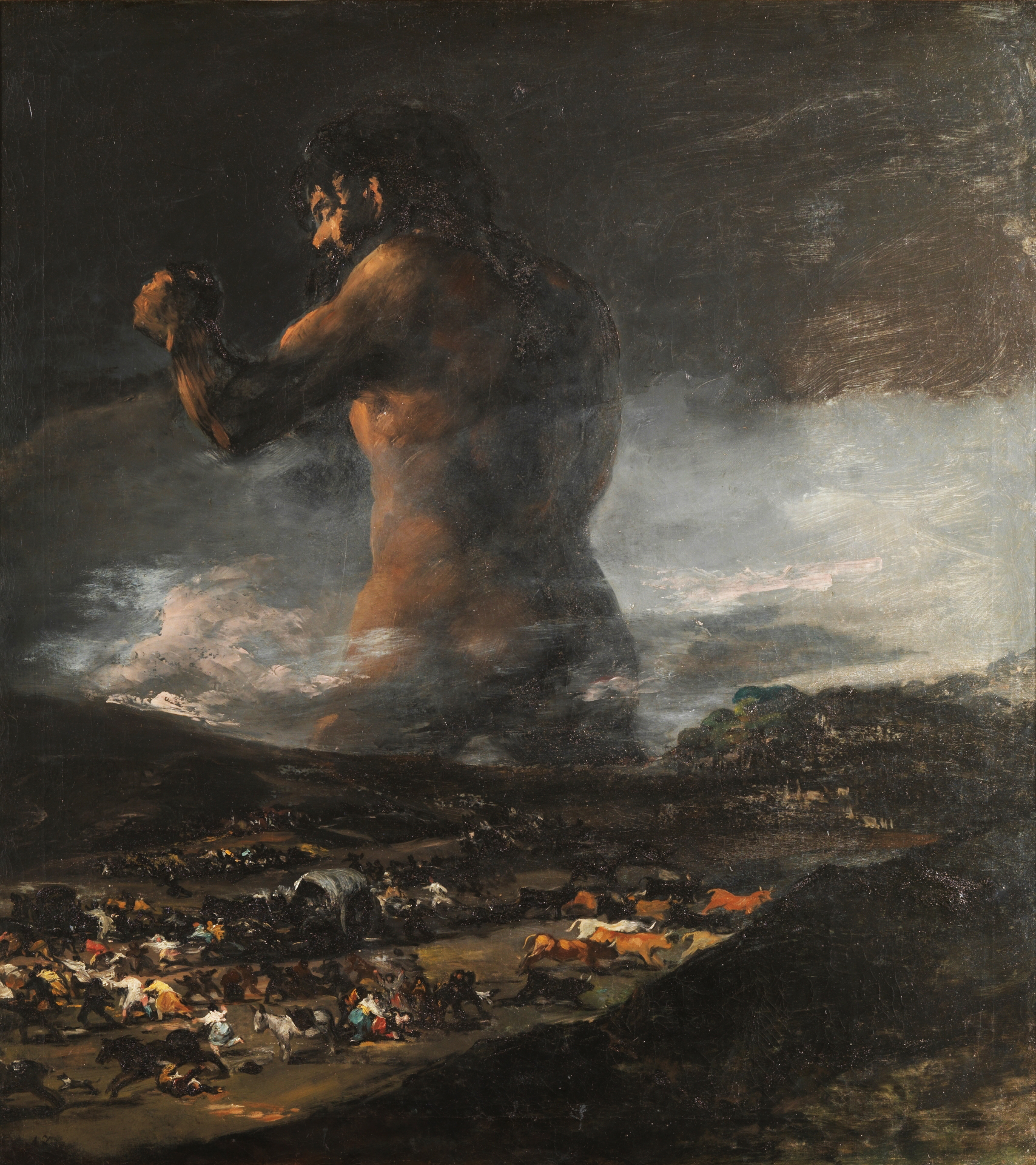
デル・トロがイメージソースとして挙げた、アセンシオ・フリアの名画『巨人』
ファイティングポーズを執って何者かと格闘している ─とも解釈されている─ 巨人。避難が間に合わなかったのか、人々も家畜も散り散りになって逃げ惑うばかり。この巨人は具象化された戦争であるともいわれている。
絵はフランシスコ・デ・ゴヤの作とされてきたもので、助手フリアの手になる1818-1825年頃の油彩画。神話画。ロマン主義。

### 企画
2010年5月28日、レジェンダリー・ピクチャーズがトラヴィス・ビーチャムによる『パシフィック・リム』の25ページの映画トリートメントを購入したことが報じられた。デル・トロがレジェンダリーと接近し、映画コラボレーションの企画を話し合った際、彼はビーチャムのトリートメントに興味を抱いた。しかし、この時点でデル・トロは監督ではなくプロデュースを担当するに留める予定であった。
当時のデル・トロが取り組んでいたのは、ハワード・フィリップス・ラヴクラフトの幻想的怪奇小説『狂気の山脈にて』の映画化で、2006年に企画を立ち上げ、監督として2011年6月付で取り掛かる予定にあった。製作会社はユニバーサル・スタジオ、プロデュースはジェームズ・キャメロン、主演はトム・クルーズという形で契約されていた。しかし、原作どおりではR指定を避けられず、しかも製作費は1億5000万ドルに上ることが判明する。資金は十分にあったが、製作費1億5000万ドルのR指定映画など興行的に考えられないため、プロジェクトは暗礁に乗り上げてしまった。作るのかやめるのか、はたまた延期するのかと、企画会議は揉めに揉めて、いつまで経っても結論が出ない。それでもデル・トロが妥協しなかったのは最終的には企画が通ると見込んでいたからであるが、運命の当日、2013年3月4日金曜日、予想に反してユニバーサル・スタジオから同プロジェクトを停止する旨の連絡が入ってしまった。
『狂気の山脈にて』の映画化に全力を投じていたデル・トロの落胆ぶりは酷いものであったが、彼の手が空いたことを聞きつけたレジェンダリー・ピクチャーズの重役達は早くも明くる5日土曜日に動き、デル・トロに『パシフィック・リム』の監督就任を依頼している。睡眠時間を削りながら何年も身を粉にして準備してきた映画が駄目になったばかりのデル・トロはそれどころではなかったが、企画書を読み込むうち、なかなかどうして面白いと考えるようになり、本人の言うには「死にたくなるような落ち込み半分、盛り上がり半分で、大変落ち着かない土曜日曜を過ごした」後、週明け3月7日月曜日の朝には先方に赴いて契約を交わしていた。短い週末のうちの製作意欲を切り替えられたのは、映画『狂気の山脈にて』のために想い描いてきたイメージの数々を『パシフィック・リム』でなら大いに実現させられると気付いたからであった。

### 製作
約1億9,000万ドルという巨額が製作に継ぎ込まれた。ハリウッド映画の歴代予算ランキングではせいぜい30位程度であるとは言え、ロボットSF実写映画としては破格であった。
監督に就任してからのデル・トロは意欲満々で、スペイン人画家の名画『巨人』（■画像参照）をイメージソースとして提示したうえで「エンパイアステートビルディングより大きい、身長450メートル級の巨人と怪獣の“殴り合い”」を想定したが、ある程度の科学的リアリティとの両立は難しく、何度も修正が加えられて最終的に巨人（巨大ロボット）も怪獣も100メートル弱に落ち着いた。
チャーリー・ハナムと菊地凛子が本作の主演を務めた。さらにトム・クルーズが重要な役割に検討されたが、結局、イドリス・エルバに代わった。2011年11月17日、これまでデル・トロと何度も仕事をしたロン・パールマンがキャストに加わった。
本作は、押井守監督による『機動警察パトレイバー』に大きな影響を受けており、ロボットが製造される過程ではなく、戦っている最中から始まる描写や、実在しそうなメカデザインなどに反映されている。

### 撮影
主要撮影は2011年11月14日に始まった。2012年4月にはトロントで行われた。デル・トロは撮影終了の2週間後にアップデートを行った。
撮影にはレッド・エピック・カメラが使われた。

### 視覚効果
『パシフィック・リム』の視覚効果はインダストリアル・ライト&マジックに依頼された。デル・トロは『パイレーツ・オブ・カリビアン』で知られ、アカデミー賞の受賞経験もあるジョン・ノールとハル・T・ヒッケルを雇った。他に、『アイアンマン』のアーマーを作り上げたシェイン・マハン、『リアル・スティール』のジョン・ローゼングラント、『インデペンデンス・デイ』と『スター・トレック』のクレイ・ピニーらも参加した。またユービーアイソフトの一部門であるハイブライド・テクノロジーズも視覚効果に貢献している。

### 音楽
映画音楽はラミン・ジャヴァディが起用された。デル・トロは、ロシアン・ラップが使われる可能性があることを明かしている。また、メインテーマのギターはレイジ・アゲインスト・ザ・マシーンのトム・モレロによる演奏である。エンドロールに流れるラップソングには、ロン・パールマンの娘のブレイク・パールマンとRZAが参加した。

### 導入部
16分50秒と、導入部が非常に長いことは本作の特徴の一つとなっている。

## マーケティング
2012年11月28日、公式ウェブサイトで2本のヴァイラル・ビデオが公開された。
日本では通常のテレビCMに加え、日本語吹き替え版やその映像に往年の東宝特撮映画風の手書き字幕を重ねたテレビCMも公開された。

## 公開
『パシフィック・リム』は当初、2013年7月に劇場公開を予定されていたが、後にワーナー・ブラザースは2013年5月10日に前倒しした。しかし2012年3月、再度公開日の変更が発表され、2013年7月12日となった

### 4DX上映
日本では映画『アイアンマン3』からスタートした4DX上映であるが、特にこの映画では「4DX設備による効果と映画の内容の相性がよい」「自分で巨大ロボットを操縦している感覚が味わえる」と大変な評判となり、ロードショー当時、日本で1館のみであった中川コロナシネマワールド（名古屋市）の4DXシアターには、東京や北海道、九州など全国から観客が訪れた。
ロードショー期間後にも、同館では2013年10月に20日間の4DXリバイバル上映を実施したほか、各映画館で4DXシアターがオープンした際には、開幕作品として上映されることがある。
- 小倉・福山の各コロナシネマワールドに4DXシアターが導入された際に、開幕作品として上映。
- 小田原コロナシネマワールドに4DXシアターが導入された際に、中川・小倉・福山・小田原の各コロナシネマワールド同日開催で「パシフィック・リム 4DX爆音上映会3」を実施（2014年8月2日）。
- シネマサンシャイン平和島にて、4DXシアターが導入された際に抽選による4DX上映会を開催。
- USシネマ木更津にて、4DXシアターの開幕記念作品のひとつとして吹替版を上映（2014年10月15日〜26日）。
- ユナイテッド・シネマ入間、としまえん、新潟にて、4DXオープニング特別上映として字幕版を上映（2015年12月1日〜12日）[36]。

### 爆音上映会
2013年9月29日、立川シネマシティにおいて、個人ファンによりシアター貸切形式で「パシフィック・リム爆音上映会 in 立川」（2D字幕版）が開催された。これは、本来なら上映中に不可である歓声・絶叫を全面的に可としたもので（コスプレ参加も可、通常より大音量での上映）、発売から数時間で座席が完売し、好評を博した。同年11月16日には、同じ主催者により同じ場所において第2弾「パシフィック・リム爆音上映会リターンズ 3D吹き替え版」が開催されたほか、各地の映画館も追随した。映画館側の主催により同様の上映会が以下のように次々と開催され、本作の日本公開における名物行事となった。その後、2016年10月にも立川シネマシティにて2D版【極上爆音】が再度上映された。
- シネマサンシャイン池袋「『パシフィック・リム』絶叫ナイトin 池袋 音量もアゲ目で行っちゃいますSpecial!!」（2013年10月5日）
- 塚口サンサン劇場「爆音激闘上映会」（2013年10月13日）
- ユナイテッド・シネマ札幌（これは映画館側ではなく「ドリパス」主催）「【騒いでOK！】『パシフィック・リム』」絶叫IMAX3D字幕上映！！」（2013年11月16日）
- シネマサンシャイン土浦「パシフィック・リム IMAXⓇ3D絶叫ナイト」（2013年11月16日）
- 中川コロナシネマワールド「4DX爆音上映会 パシフィックリム・パーティー2014」（2014年1月11日〜1月13日）
- 中川コロナシネマワールド及び小倉コロナシネマワールド「パシフィック・リム 4DX爆音上映会2」（2014年4月5日〜4月6日）
- 中川コロナシネマワールド、小倉コロナシネマワールド、福山コロナシネマワールド及び小田原コロナシネマワールド「パシフィック・リム 4DX爆音上映会3」（2014年8月2日〜8月3日）
- 中川コロナシネマワールド、小倉コロナシネマワールド、福山コロナシネマワールド及び小田原コロナシネマワールド「『パシフィック・リム』パーティー2015（仮）」（2015年1月10日〜1月12日）
- 立川シネマシティ・シネマ・ツー／ａスタジオ『パシフィック・リム』2D版【極上爆音】[字幕]2016年10月15日〜10月21日、10月15日はスタンディング、歓声、コスプレOKのライブスタイル上映
- 立川シネマシティ・シネマ・ツー／ａスタジオ『パシフィック・リム』2D版【極上爆音】[吹替]2016年10月22日〜10月28日、10月22日はスタンディング、歓声、コスプレOKのライブスタイル上映

## 評価

### 批評家の反応
2013年8月8日時点で、Rotten Tomatoesでは、235件のレビューで支持率71%、平均点6.7/10となっている。
『デイリー・テレグラフ』は5つ星評価で5つ星を与え「素晴らしくモダンなクリーチャーの創り出す幻想的なイメージは非常に魅力的であり、楽しめる」とした。『ニューヨーク・ポスト』は4つ星評価で4つ星を与え「チャーリー・ハナムと菊地凛子の素晴らしいケミストリー」を賞賛した。一方、『ガーディアン』は5つ星評価で3つ星を与え、「非常に薄っぺらい心理描写と人間性を欠くストーリーを作り出すための会話が混じったもの」と述べている。日本の雑誌『映画秘宝』の2013年度ベスト投票では、第1位に選出された。

### クリエイターの反応
日本国外
映画監督のライアン・ジョンソンは、本作を賞賛した。
日本国内
漫画家の永井豪は、「怪獣対巨大ロボットの激しいアクションに圧倒された」と評した。
ゲームデザイナーの小島秀夫は、「まさか、生きている間にこんな映画を、観賞できるとは思わなかった」「僕らが待ち望んだ究極のオタク映画」と述べた。
漫画家の貞本義行は、「まさに、日本の特撮＆アニメの“全部乗せ盛”といえる出来に大満腹！」と述べた。
ゲームデザイナーの上田文人は、「子供の頃に観て、脳裏に焼き付いて離れない日本の特撮映画たち。それから幾年月、記憶の中で過剰に熟成されたイメージすら上回る戦闘シーンがそこにありました」と述べた。
SF作家の山本弘は、「公開前から『エヴァンゲリオン』とか『ジャンボーグA』とか『マジンガーZ』とかいろいろ言われてたが（設定的にいちばん似てるのは『ゴーダンナー』だと思うんだけど）、実際に見てみると、『ガメラ 大怪獣空中決戦』への明らかなオマージュとか、探せばいろんなネタがちりばめられている。しかし、表面上のパロディじゃなく、それら日本作品の魂が作品の中にきっちり溶けこみ、オリジナル作品として昇華されている。」と述べた。なお、『ゴーダンナー』（正式タイトル：『神魂合体ゴーダンナー!!』）との類似については、アニメライターの小黒祐一郎が編集長を務めるウェブマガジン『WEBアニメスタイル』にも指摘されているほか、後述の地上波初放送時には小説家の神野オキナ、イラストレーターの高橋けんじ、漫画家の山本夜羽音などにもTwitterで続々と指摘されている。

### 興行収入
2013年8月11日時点で、アメリカ合衆国とカナダでは9,677万9757ドル、その他の市場では2億4,740万ドル、全世界で3億4417万9,757ドルを売り上げている。
北米では木曜日の深夜上映で360万ドルを売り上げ、そのうち23%がIMAX上映であった。初日には1460万ドルを売り上げたが、同日公開の『アダルトボーイズ遊遊白書』（Grown Ups 2）に敗れて2位であった。初週末3日間では3720万ドルを売り上げ、『怪盗グルーのミニオン危機一発』、『アダルトボーイズ遊遊白書』に次いで3位となった。デル・トロ監督作品としては『ヘルボーイ/ゴールデン・アーミー』を抜いて史上最高の初動成績である。売れたチケットのうち50%が3Dであったが、これは2013年最高の3Dシェアである。
日本では8月9日に公開され、7月28日に開催されたジャパン・プレミアでは監督のギレルモ・デル・トロ、菊池凛子、芦田愛菜が出席した他、着ぐるみのゆるキャラ版ナイフヘッド「ないふへっど君」も登場した。興行収入ランキングでは初登場6位で、三週目で圏外と芳しくなかったが、熱狂的なファンを生み、公開中に「絶叫イベント」が開催、10月12日からは各所でリバイバル上映も行なわれるようになり、2015年現在も開催されている。
中国では初週末に4520万ドルを売り上げたが、これは同国公開のワーナー・ブラザース作品としては史上最高の初動成績であり、また同国歴代6位の初動成績である。

### 受賞
- 2013年に開催されたハリウッド映画祭において、ジョン・ノールが視覚効果賞を受賞した。[55]
- 第41回アニー賞アニメーション効果賞
- ムービープラス・アワード2013 映画ファン大賞・ベストバトル賞第1位
- ムービープラス・アワード2013 映画スペシャリスト大賞・ベストバトル賞第1位
- ムービープラス・アワード2013 映画スペシャリスト大賞・作品賞洋画部門第3位
- ムービープラス・アワード2013 映画スペシャリスト大賞・監督賞第2位（ギレルモ・デル・トロ）
- ムービープラス・アワード2013 映画スペシャリスト大賞・ベスト吹き替え賞第2位
- ムービープラス・アワード2013 映画ファン大賞・ベスト吹き替え賞第3位
- 第7回インターネット映画批評家協会賞 最優秀アクション映画[56]
- 第45回星雲賞メディア部門

## Blu-ray / DVD
日本ではワーナー・ブラザース・ホームエンターテイメントより、Blu-ray / DVDが発売。
- 【初回限定生産】パシフィック・リム ブルーレイ&DVDセット（3枚組、2013年12月11日発売）

- 【初回数量限定生産】パシフィック・リム 3D&2D ブルーレイセット（3枚組、2013年12月11日発売）

- 【Amazon.co.jp限定】パシフィック・リム ブルーレイ スチールブック仕様（3枚組、2013年12月11日発売、完全数量限定生産）

- 【10,000BOX限定生産】パシフィック・リム イェーガー プレミアムBOX 3D付き（4枚組、2013年12月11日発売）当初5,000セット限定であったが、予約開始直後に完売したため、急遽5,000セットを増産することになった。

- パシフィック・リム ＜4K ULTRA HD&ブルーレイセット＞（2枚組、2016年10月5日発売）

　なお、Blu-rayとDVD発売後間もない2013年12月24日22時～25日に掛けて、ワーナーエンターテイメントジャパン主催で「【一人きりのクリスマス・イブ救済企画】祝！ブルーレイ＆DVDリリース記念『パシフィック・リム』同時再生祭」が開催された。各自が購入・レンタルしたものを、同じ時間帯に一斉に各自再生して（実際に再生しなくても可）、ツイッターやFacebookで実況の書き込みをするもので、参加者から抽選でジプシー・デンジャーの7インチフィギュアがプレゼントされた。

## テレビ放送
2016年（平成28年）3月5日に、フジテレビ系列の『土曜プレミアム』で地上波初放送（21:00 - 23:30。二ヶ国語放送 / 文字多重放送 / データ放送）。本編開始前のナレーションは三石琴乃が担当し、BGMには「交響曲第9番」が用いられた。本編には劇場公開時の日本語吹き替えがそのまま用いられたが、エンディングはカットされ、番組独自のエンドロールの背景にイェーガーの戦闘シーンが流された。
2018年（平成30年）4月20日に日本テレビ系列の『金曜ロードSHOW!』で放送予定であったが、同年4月5日にアニメ監督の高畑勲が死去したことに伴い、4月13日に彼の監督作品『火垂るの墓』が追悼放送され、同日に放送予定であった劇場版『名探偵コナン から紅の恋歌』が4月20日に延期されたことから、本作の放送も5月11日に延期された。日本語吹き替えは劇場公開時と同じであるが、『土曜プレミアム』での放送時より短い21:00 - 22:54枠に収めるために本編はさらにカットされており、エンディングもすべてカットされた。
| 回数 | テレビ局   | 番組名（放送枠名） | 放送日        | 放送時間      | 放送分数 | 吹き替え版 | 視聴率 |
| ---- | ---------- | ------------------ | ------------- | ------------- | -------- | ---------- | ------ |
| １   | フジテレビ | 土曜プレミアム     | 2016年3月5日  | 21:00 - 23:30 | 150分    | 劇場公開版 | 6.9%   |
| ２   | 日本テレビ | 金曜ロードSHOW!    | 2018年5月11日 | 21:00 - 22:54 | 114分    | 劇場公開版 | 6.6%   |

- 視聴率はビデオリサーチ調べ、関東地区・世帯・リアルタイム。

## 続編
公開前から続編の企画が始まっており、2014年6月9日には『アベンジャーズ』の原案を手掛けたザック・ペンが、デル・トロと共同で脚本を執筆していることが報じられた。
2014年6月27日には、2017年4月7日に全米公開を予定していることが報じられた。制作は引き続きレジェンダリー・ピクチャーズが行うが、同社は本作の配給を行ったワーナー・ブラザースとの契約を2013年で満了しているため、続編の配給はユニバーサル・ピクチャーズが担当する。また、同年7月11日には本作と続編をつなぐアニメシリーズも制作されることが報じられ、日本のアニメーション会社と制作の交渉中である。
2015年11月にクランクインする予定になっていたが、同年9月には製作自体が無期延期になったと報じられた。しかし、デル・トロには否定され、現在も製作中であるとコメントされている。

## アニメ
2018年11月8日、大手配信サイトNetflixが本作のアニメを配信することを発表した。また、続編となるパシフィック・リム: アップライジングもアニメ化される。

## パロディ
2016年には、アニメーターのジェレミー・カーリオンが本作を1970年代の日本のロボットアニメ風に描いたショートムービー『Pacific Rim Title Sequence』がインターネット上で公開され、『マジンガーZ』や『超電磁マシーン ボルテスV』などを意識したという映像やBGMが話題となった。